# آدریان سائس
آدریان سائس (اسپانیایی: Adrián Sáez‎؛ زادهٔ ۱۷ مارس ۱۹۷۶) دوچرخه‌سوار اهل اسپانیا است. وی در مسابقات جیرو دیتالیا شرکت کرده است.